# 比尔迪讷
比尔迪讷（法語：Burdinne，法語發音：[byʁdin]）是比利时瓦隆大区列日省于伊區的一个市镇，西与那慕尔省接壤，通行法语，是比利时法语社群的一部分，面积32.57平方千米，人口3,236人（2018年1月1日）。